# Лебедев, Сергей Николаевич (философ)
Серге́й Никола́евич Ле́бедев  (14 июля 1949, Москва, СССР — 5 февраля 2018, Москва, Россия) — советский и российский философ, религиовед, экономист, правовед, писатель, поэт и публицист, специалист по философии религии и истории русской философии. Кандидат философских наук, доктор экономических наук, профессор. Один из авторов «Атеистического словаря». Заслуженный работник культуры Российской Федерации.

## Биография
Родился 14 июля 1949 года в Москве.
В 1975 году окончил философский факультет МГУ имени М. В. Ломоносова по специальности «философия» с присвоением квалификации «философ, преподаватель философии и обществоведения», в 1980 году там же окончил очную аспирантуру.
9 ноября 1981 года в МГУ имени М. В. Ломоносова под научным руководством доктора философских наук, профессора М. П. Новикова защитил диссертацию на соискание учёной степени кандидата философских наук по теме «Современный дзэн-буддизм: критический анализ» (специальность 09.00.06 — научный атеизм).
В 1989—1991 годах являлся ведущим и, затем, главным редактором в Государственном комитете по печати СССР, старшим научным редактором в издательстве «Наука» АН СССР и «Мысль». Был одним из разработчиков проекта закона об издательской деятельности и различных ведомственных нормативно-правовыми документов и изданий. Руководил издательствами «Алаборъ» и «Юрикон».
В 2000 году присвоено учёное звание доцента.
В 2008—2011 годах — помощник председателя Комитета по культуре Государственной Думы РФ Г. П. Ивлиева; участвовал в подготовке соответствующих прикладных материалов для Комитета по культуре Государственной Думы РФ.
В 2009 году присвоено учёное звание профессора.
24 апреля 2012 года во Всероссийской государственной налоговой академии Министерства финансов Российской Федерации под научным руководством доктора экономических наук, профессора А. П. Балакиной защитил диссертацию на соискание учёной степени доктора экономических наук по теме «Интеллектуальный труд в сфере интернет-услуг (теория, практика, эффективность)» (специальность 08.00.05 — экономика и управление народным хозяйством (экономика, организация и управление предприятиями, отраслями, комплексами — сфера услуг; экономика труда)). Официальные оппоненты — доктор экономических наук, профессор О. Н. Вершинская, доктор экономических наук, профессор В. В. Иванов и доктор экономических наук, профессор В. М. Тумин. Ведущая организация — Российская академия народного хозяйства и государственной службы при Президенте Российской Федерации.
С 2013 года — профессор кафедры общественных наук Литературного института имени А. М. Горького.
Преподавал философию в Московском автомобильно-дорожном институте, Всесоюзном заочном юридическом институте и Всероссийской государственной налоговой академии, а также являлся старшим научным сотрудником в Центре социально-гуманитарного образования МГУ имени М. В. Ломоносова, доцентом Московского авиационного института и доцентом кафедры философии Института переподготовки и повышения квалификации МГУ имени М. В. Ломоносова.
Является автором более 300 научных, аналитических, литературных, публицистических и учебных работ.
Умер 5 февраля 2018 года в Москве. 9 февраля в храме Иоанна Предтечи на Хованском кладбище прошло отпевание, где он и похоронен.

## Научная деятельность
Занимался разработкой вопросов философии религии, включая современное православие во всей его целостности, проблем теодицеи и «науки о человеке», а также изучением философских взгляды В. С. Соловьёва, его ближайших последователей и современников. Кроме того, им была обоснована система традиционных отечественных ценностей, проведён анализ философской литературы для осмысления особенностей современного литературного процесса и классической художественной русской литературы. Также в число его научных интересов входили авторское право, акмеология, аксиология, информационные технологии, история и философия права в России (которые исследовались в качестве явлений обладающих собственным особым всеобъемлющим содержанием по причине их нахождения в самобытном социально-политическом поле, где проходил их генезиса и экспликация), психология (включая психологию творчества), теория и практика креологии и эвристики, философия науки и этика.

## Литературно-публицистическая деятельность
С 1997 года был главным редактором журналов «Мир литературы» и «Московский писатель», газеты «Поэтическая газета»; заместителем главного редактора журналов «Академия проблем качества», «Качество и жизнь» и «Экономика. Налоги. Право»; ответственным секретарём журнала «Высшее образование в России»; членом редакционных советов журналов «Московский вестник», «Наука. Культура. Общество», «Поиск», «Поэзия», «Предпринимательство», «Проза»;  членом редакционных советов альманахов: «Записки криминалиста» и «Подольский альманах»; членом редакционных коллегий журналов «Вестник Всероссийской государственной налоговой академии» и «Общество. Государство. Политика»; членом редакционной коллегии газеты «Налоговая академия».
Был ведущим радиопередачи «Литературная гостиница» на радио «Голос России».
Член Союза писателей России. С 1999 года — член Правления Московской городской организации и Московской областной организации Союза писателей России, а также секретарь Союза писателей России.
Член Союза журналистов России.
Член Международной федерации журналистов.

## Научные труды

### Монографии
- Лебедев С. Н. Хатха-йога. Чудеса без чудес. М.: Изд-во «Физкультура и спорт», 1992.
- Лебедев С. Н. Труд. Ценности. Качество. М.: Изд-во ВГНА Минфина РФ, 2009.
- Лебедев С. Н. Жизнь, качество, литература. М., 2000.
- Лебедев С. Н. Качество. Литература. Человек. М., 2006.
- Лебедев С. Н. Экономика. Управление. Финансы. Инновации. М.: Изд-во ВГНА Минфина РФ, 2007.
- Лебедев С. Н. Образование. Экономика. Финансы. Модернизация. М.: Изд-во ВГНА Минфина РФ, 2009.
- Лебедев С. Н. Теоретические и методологические проблемы формирования финансово-бюджетной системы в новых экономических условиях. М.: Изд-во ВГНА Минфина РФ, 2011.

### Учебники и учебные пособия
- Философия: Проблемный курс: Учебник М.: ИППК МГУ им. М.В.Ломоносова, 2002.
- Философия: Университетский курс: Учебник М.: ФАИР–ПРЕСС, 2003.
- Философия. М.: Изд-во ВГНА Минфина РФ, 2011.
- Философия. М.: Изд-во Эксмо, 2011.
- История и философия науки (философия науки). 3-е изд. М.: Альфа-М: Инфра-М, 2014.

### Статьи
- Лебедев С. Н. Человек качества и качество человека // Стандарты и качество. 2001. № 11.
- Лебедев С. Н. Философия добра Владимира Соловьёва // Высшее образование в России. — 2001. — № 5.
- Лебедев С. Н. Концептуальный подход к качеству и управлению качеством // Социально-гуманитарные знания. — 2010. — № 6. — С. 243—252
- Лебедев С. Н. У истоков современного менеджмента и контроля качества // Социально-гуманитарные знания. — 2011. — № 3. — С. 206—215
- Лебедев С. Н. Проблемы определённости понятия труда в социально-экономическом и политико-правовом контексте // История государства и права. — 2011. — № 3. — С. 22—25
- Лебедев С. Н. Теория ценности и ценности права: история и методология // История государства и права. — 2011. — № 21. — С. 6—10.
- Лебедев С. Н. Проблемы становления и развития систем классического менеджмента // Поиск. — 2014. — № 1 (42).
- Лебедев С. Н. Концептуальные проблемы экономики интеллектуального труда // Вестник РУДН. Серия «Социология»». — 2014. — № 3.
- Лебедев С. Н. Проблемы генезиса контроля и менеджмента качества» // Власть. — 2014. — № 4.
- Лебедев С. Н. Проблемы интерпретации понятия «информация» и его производных в информационной экономике // Социально-гуманитарные знания. — 2014. — № 5.
- Лебедев С. Н. Содержание концептов понятий «собственность» и «интеллектуальная собственность» // Предпринимательство. — 2015. — № 4.
- Лебедев С. Н. О специфике понятийного аппарата теории сферы услуг и теории труда // Предпринимательство. — 2015. — № 7.
- Лебедев С. Н. Объединение Италии в восприятии русских современников Рисорджементо // Международная жизнь. — 2015. — № 8.
- Лебедев С. Н. Философия права в аксиологическом контексте // История государства и права. — 2016. — № 5. — С. 11—15.
- Лебедев С. Н. Проблемы определенности концептов понятий "собственность" и "интеллектуальная собственность" // История государства и права. — 2016. — № 9. — С. 26—31.
- Лебедев С. Н. Концепция государства в учении Н. С. Трубецкого // Поиск. — 2016. — № 1.
- Лебедев С. Н. Аксиологические проблемы в экономическом контексте // Предпринимательство. — 2016. — № 1.
- Лебедев С. Н. Инновационность и созидательность как признаки творческого труда // Предпринимательство. — 2016. — № 2.
- Лебедев С. Н. Теория государства в учении евразийцев. // Вестник РУДН. Серия «Социология». 2016. №2.
- Лебедев С. Н. Теоретико-методологические проблемы идентификации концептов «информация» и «интеллектуальный информационный труд». // Предпринимательство. — 2016. — № 3.
- Лебедев С. Н. Организационно-управленческие аспекты защиты изобретений за рубежом: история, теория, практика // Предпринимательство. — 2016. — № 4.
- Лебедев С. Н. Актуальные теоретические и практические проблемы информационной экономики. // Предпринимательство. — 2016. — № 5.
- Лебедев С. Н. Социология управления и современные научно-технологические приоритеты // Предпринимательство. — 2016. — № 6.
- Лебедев С. Н. Аутсорсинг, краудсорсинг и фриланс в современной экономике // Предпринимательство. — 2016. — № 7.
- Лебедев С. Н. Экономика, социология и психология интеллектуального труда в контексте междисциплинарной проблематики. // Предпринимательство. — 2016. — № 8.

## Литературоведческие и публицистические труды
- Лебедев С. Н. «А Пушкин — наше всё...» // Московский писатель. 1999. № 1.
- Лебедев С. Н. Философия, качество, литература // Сборник «Жизнь, качество, литература». М., 2000.
- Лебедев С. Н. Время, литература, человек // Московский писатель. 2000. № 1.
- Лебедев С. Н. Философия и литература // Московский писатель. 2000. № 1.
- Лебедев С. Н. Нравственная философия Владимира Сергеевича Соловьёва // Московский писатель. 2000. № 1.
- Лебедев С. Н. Евгений Николаевич Трубецкой — правовед, государственник, мыслитель // Качество и жизнь. 2002. № 1.
- Лебедев С. Н. Василий Андреевич Жуковский — поэт, мыслитель, общественный деятель // Качество и жизнь. 2003. № 2.
- Лебедев С. Н. Человек. Мир. Литература // Московский писатель. 2004. № 2.

## Литературные труды
- Лебедев С. Н. Время вечности. М., 2000.
- Лебедев С. Н. Вечность времени. М., 2004.
- Всеобщая энциклопедическая антология «Душа России» (пятнадцать веков русской поэзии). М., 2004.
- Лебедев С. Н. Жива Россия. М., 2005.

## Награды
- Заслуженный работник культуры Российской Федерации[2]
- Медаль «Ревнитель просвещения» в память 200-летия со дня рождения А. С. Пушкина (2000)[2]
- Наградной знак-медаль «Честь и польза» (2004)[2]
- Общероссийская премия «Лучшие перья России» (2004)[2]
- Медаль А. В. Суворова (2005)[2]
- Памятная медаль «100 лет со дня рождения М. А. Шолохова» (2005)[2]
- Лауреат премии «За возрождение России» (2005)[2]
- Медаль «За доблестный труд» (2007)[2]
- Почётный знак отличия «Трудовая доблесть России» (2010)[2]
- Медаль А. П. Чехова (2011)[2]
- Медаль А. С. Грибоедова (2013)[2]